# Martta Bröyer
Martta Alina Bröyer-Nevalainen, född 20 oktober 1897 i Helsingfors, död där 23 juli 1979, var en finländsk dansare och koreograf.
Bröyer genomgick Svenska fruntimmersskolan i Helsingfors och Institutet för unga flickor i Borgå. Hon studerade därefter recitation, musik och sång i hem- och utlandet, bedrev koreografiska studier vid Dalcrozeinstitutet i Hellerau 1923, på Wigmanschule i Dresden 1923–1925, 1927 och 1928, i Paris 1927, sångstudier i Dresden 1923–1924 samt koreografiska studier i Tyskland 1938–1939, 1954, 1956, 1958 och 1963 och i Zürich 1954. 
Bröyer grundade Bröyerskolan 1919 och var från samma år verksam som koreografisk pedagog. Hon gav även dansföreställningar i Helsingfors och övriga Finland. Hon skapade en ny särart inom koreografin, dans till deklamation (Bröyerarten), vilken första gången framfördes offentligt 1927, i Dresden 1939, i Helsingfors 1943, 1947, 1951 och i Berlin 1956. Av hennes större solo- och gruppkompositioner kan nämnas Dansdramatisk cykel (1927), Espressivo och Dödsdansen (1930), Finsk cykel (1931), Lemminkäinens moder och Lemminkäinen i Tuonela (1936), Glimtar ur Kalevala (1951), Finsk cykel i tre delar, Kalevalan kylä, Kansan sävelmiä, Nykyaika (1959). Hon var stiftare, medlem och arkivarie i Kronohagssällskapet. Hon tilldelades Pro Finlandia-medaljen 1956.